# Kristen Wiig
Kristen Carroll Wiig (Canandaigua, Nueva York, 22 de agosto de 1973) es una actriz de cine y televisión estadounidense, que formó parte de Saturday Night Live desde 2005 hasta 2012. Wiig fue miembro del grupo The Groundlings, y ha aparecido en varias películas y series de televisión, incluyendo Bridesmaids, MacGruber, Flight of the Conchords, Adventureland y Paul. Sus papeles como actriz de voz incluyen a "Ruffnut" en Cómo entrenar a tu dragón y "Lola Bunny" en la serie The Looney Tunes Show. Actuó junto a Maddie Ziegler en la presentación de la canción Chandelier de la cantante australiana Sia Furler en los Grammy Awards de 2015, usando las dos una peluca haciendo referencia al peinado de la cantante.

## Biografía
Wiig nació el 22 de agosto de 1973, en Canandaigua, Nueva York, hija de Jon Arne Joseph Wiig, que dirigía un puerto deportivo en el lago en el oeste de Nueva York, y Laurie Day (nacida Johnston). Su padre tiene ascendencia noruega e irlandesa y su madre es de ascendencia inglesa y escocesa. El nombre Wiig proviene del área Vik en Sogn og Fjordane en Noruega. El abuelo paterno de Kristen, Gunnar Ove Wiig, emigró de Noruega a los Estados Unidos cuando era niño y creció en Rochester, Nueva York, donde fue un locutor del equipo de béisbol Rochester Red Wings, y luego se convirtió en productor ejecutivo de la radio WHEC, WHEC -TV y WROC-TV.
Wiig se mudó con su familia a Lancaster, Pensilvania, a la edad de tres años, y asistió a Nitrauer Elementary School y Manheim Township Middle School hasta octavo grado. Luego se mudó a Rochester con su familia a la edad de 13 años, donde asistió a Allendale Columbia School para noveno y décimo grado y se graduó de Brighton High School.
Comenzó su educación superior asistiendo a Roanoke College, pero pronto regresó a Rochester. Asistió a la universidad comunitaria e hizo un programa de vida al aire libre de tres meses. Ella no tenía ambiciones escénicas en este momento. Wiig luego asistió a la Universidad de Arizona, especializándose en arte. Cuando tomó una clase de actuación en la universidad para cumplir con un requisito del curso, la maestra le sugirió que continuara actuando. Se esperaba que comenzara un trabajo en una clínica de cirugía plástica haciendo dibujos de los cuerpos postoperatorios de las personas, pero el día antes de que comenzara el trabajo, decidió mudarse a Los Ángeles y seguir la carrera como actriz.
A principios de 2020 fue madre de mellizos a través de gestación subrogada junto a su pareja Avi Rothman.

## Personajes de Saturday Night Live

### Imitaciones a celebridades
- Martha Stewart
- Drew Barrymore
- Jennifer Tilly
- Mary-Louise Parker
- Lana del Rey

## Filmografía

### Cine
| Año  | Título                            | Rol                              | Notas                        |
| ---- | --------------------------------- | -------------------------------- | ---------------------------- |
| 2003 | Melvin Goes to Dinner             | Extra                            |                              |
| 2006 | Unaccompanied Minors              | Carole Malone                    |                              |
| 2006 | The Enigma with a Stigma          | Tux Shop Employee                |                              |
| 2007 | Knocked Up                        | Jill                             |                              |
| 2007 | Meet Bill                         | Jane Whitman                     |                              |
| 2007 | The Brothers Solomon              | Janine                           |                              |
| 2007 | Walk Hard: The Dewey Cox Story    | Edith Cox                        |                              |
| 2008 | Semi-Pro                          | Bear Handler                     |                              |
| 2008 | Forgetting Sarah Marshall         | Yoga Instructor                  |                              |
| 2008 | Pretty Bird                       | Mandy                            |                              |
| 2008 | Ghost Town                        | Surgeon                          |                              |
| 2009 | Adventureland                     | Paulette                         |                              |
| 2009 | Ice Age: Dawn of the Dinosaurs    | Pudgy Beaver Mom (voz)           |                              |
| 2009 | Whip It                           | Maggie Mayhem                    |                              |
| 2009 | Extract                           | Suzie Reynolds                   |                              |
| 2010 | Cómo entrenar a tu dragón         | Brutilda Borton (voz)            |                              |
| 2010 | Date Night                        | Haley Sullivan                   |                              |
| 2010 | MacGruber                         | Vicki St. Elmo                   |                              |
| 2010 | Despicable Me                     | Miss Hattie (voz)                |                              |
| 2010 | All Good Things                   | Lauren Fleck                     |                              |
| 2011 | Paul                              | Ruth Buggs                       |                              |
| 2011 | Bridesmaids                       | Annie Walker                     | También escritora            |
| 2012 | Friends with Kids                 | Missy                            |                              |
| 2012 | Revenge for Jolly!                | Ángela                           |                              |
| 2013 | Girl Most Likely                  | Imogene                          | También productora ejecutiva |
| 2013 | Despicable Me 2                   | Agente Lucy Wilde (voz)          |                              |
| 2013 | Her                               | SexyKitten (voz)                 |                              |
| 2013 | The Secret Life of Walter Mitty   | Cheryl Melhoff                   |                              |
| 2013 | Anchorman 2: The Legend Continues | Chani                            |                              |
| 2014 | Hateship, Loveship                | Johanna Parry                    |                              |
| 2014 | The Skeleton Twins                | Maggie                           |                              |
| 2014 | Cómo entrenar a tu dragón 2       | Brutilda Borton (voz)            |                              |
| 2014 | Welcome to Me                     | Alice Klieg                      | También productora           |
| 2015 | The Diary of a Teenage Girl       | Charlotte                        |                              |
| 2015 | Nasty Baby                        | Polly                            |                              |
| 2015 | The Martian                       | Annie Montrose                   |                              |
| 2016 | Zoolander 2                       | Alexanya Atoz / Katinka          |                              |
| 2016 | Ghostbusters                      | Dr. Erin Gilbert                 |                              |
| 2016 | La fiesta de las salchichas       | Brenda (voz)                     |                              |
| 2016 | Masterminds                       | Kelly                            |                              |
| 2016 | Lightningface                     | Katherine (voz)                  | Cortometraje                 |
| 2017 | Despicable Me 3                   | Agent Lucy Wilde (voz)           |                              |
| 2017 | Downsizing                        | Audrey Safranek                  |                              |
| 2017 | Mother!                           | Herald                           |                              |
| 2019 | Cómo entrenar a tu dragón 3       | Brutilda Borton (voz)            |                              |
| 2019 | Where'd You Go, Bernadette        | Audrey                           |                              |
| 2020 | Wonder Woman 1984                 | Dra. Barbara Ann Minerva/Cheetah |                              |
| 2021 | Barb and Star Go to Vista Del Mar | Star                             |                              |
| 2021 | A Boy Called Christmas            | Tía Carlotta                     |                              |
| 2024 | Despicable Me 4                   | Agente Lucy Wilde (voz)          |                              |
| 2025 | Gabby's Dollhouse: The Movie      | Vera                             |                              |

### Televisión
| Año           | Título                                     | Rol                               | Notas                                                    |
| ------------- | ------------------------------------------ | --------------------------------- | -------------------------------------------------------- |
| 2003          | The Joe Schmo Show                         | Dr. Pat                           | 9 episodios                                              |
| 2004          | I'm with Her                               | Kristy                            | Episodio: "The Heartbreak Kid"                           |
| 2004          | The Drew Carey Show                        | Sandy                             | Episodio: "House of the Rising Son-in-Law"               |
| 2005–2020     | Saturday Night Live                        | Varios                            | 135 episodios                                            |
| 2007          | 30 Rock                                    | Candace Van der Shark             | Episodio: "Somebody to Love"                             |
| 2009          | Flight of the Conchords                    | Brahbrah                          | Episodio: "Love Is a Weapon of Choice"                   |
| 2009–2010     | Bored to Death                             | Jennifer Gladwell                 | 3 episodios                                              |
| 2010          | Ugly Americans                             | Tristán (voz)                     | Episodio: "So, You Want to Be a Vampire?"                |
| 2010          | The Cleveland Show                         | Señora Stapleton (voz)            | Episodio: "The Curious Case of Jr. Working at The Stool" |
| 2011–2014     | The Looney Tunes Show                      | Lola Bunny (voz)                  | 25 episodios                                             |
| 2011          | The Simpsons                               | Calliope Juniper (voz)            | Episodio: "Flaming Moe"                                  |
| 2011          | SpongeBob SquarePants                      | Madame Hag Fish (voz)             | Episodio: "The Curse of the Hex"                         |
| 2012          | Portlandia                                 | Gathy                             | Episodio: "Cat Nap"                                      |
| 2013          | The Simpsons                               | Annie Crawford (voz)              | Episodio: "Homerland"                                    |
| 2013          | Saturday Night Live                        | Ella misma (presentadora)         | Episodio: "Kristen Wiig/Vampire Weekend"                 |
| 2013          | Arrested Development                       | Lucille Bluth (joven)             | 7 episodios                                              |
| 2013          | Drunk History                              | Patty Hearst                      | Episodio: "San Francisco"                                |
| 2014          | The Spoils of Babylon                      | Cynthia Morehouse                 | 6 episodios                                              |
| 2015          | A Deadly Adoption                          | Sarah Benson                      | Película de televisión                                   |
| 2015          | The Spoils Before Dying                    | Delores O’Dell                    | 6 episodios                                              |
| 2015          | Wet Hot American Summer: First Day of Camp | Courtney                          | 3 episodios                                              |
| 2016          | Saturday Night Live                        | Ella misma (presentadora)         | Episodio: "Kristen Wiig/The XX"                          |
| 2017          | The Last Man on Earth                      | Pamela Brinton                    | 5 episodios                                              |
| 2017          | Nobodies                                   | Ella misma                        | Episodio: "Not the Emmys"                                |
| 2017          | Wet Hot American Summer: Ten Years Later   | Courtney                          | Episodio: "Tigerclaw"                                    |
| 2017-2019     | Big Mouth                                  | Vagina de Jessi (voz)             | Episodio: "Girls Are Horny Too"                          |
| 2019          | Bless the Harts                            | Jenny Hart / MayKay Bueleer (voz) | 13 episodios                                             |
| 2020          | Saturday Night Live                        | Ella misma (presentadora)         | Episodio: "SNL At Home: Kristen Wiig/Boyz II Men"        |
| 2020          | Saturday Night Live                        | Ella misma (presentadora)         | Episodio: "Kristen Wiig/Dua Lipa"                        |
| 2021          | MacGruber                                  | Vicki St. Elmo                    | 8 episodios                                              |
| 2024-presente | Palm Royale                                | Maxime Dellacorte-Simmons         | 10 episodios                                             |

## Premios
Premios Óscar
| Año  | Categoría            | Trabajo nominado | Resultado |
| ---- | -------------------- | ---------------- | --------- |
| 2012 | Mejor guion original | Bridesmaids      | Nominada  |

Premios BAFTA
| Año  | Categoría            | Trabajo nominado | Resultado |
| ---- | -------------------- | ---------------- | --------- |
| 2011 | Mejor guion original | Bridesmaids      | Nominada  |

Premios del Sindicato de Actores
| Año  | Categoría                                             | Trabajo nominado | Resultado |
| ---- | ----------------------------------------------------- | ---------------- | --------- |
| 2011 | Actuación Sobresaliente de un Reparto en una Película | Bridesmaids      | Nominada  |

Premios Globo de Oro
| Año  | Categoría                                                              | Trabajo nominado | Resultado |
| ---- | ---------------------------------------------------------------------- | ---------------- | --------- |
| 2011 | Mejor Interpretación de una Actriz en una Película - Musical o Comedia | Bridesmaids      | Nominada  |

Premios Emmy
| Año  | Categoría                                       | Trabajo nominado      | Resultado |
| ---- | ----------------------------------------------- | --------------------- | --------- |
| 2009 | Mejor Actriz de Reparto en una Serie de Comedia | Saturday Night Live   | Nominada  |
| 2010 | Mejor Actriz de Reparto en una Serie de Comedia | Saturday Night Live   | Nominada  |
| 2011 | Mejor Actriz de Reparto en una Serie de Comedia | Saturday Night Live   | Nominada  |
| 2012 | Mejor Actriz de Reparto en una Serie de Comedia | Saturday Night Live   | Nominada  |
| 2012 | Mejor actuación de doblaje de voz               | The Looney Tunes Show | Nominada  |

Nickelodeon Kids' Choice Awards
| Año  | Trabajo nominado                        | Categoría                                   | Resultado | Ref.   |
| ---- | --------------------------------------- | ------------------------------------------- | --------- | ------ |
| 2025 | Su doblaje para Lucy en Despicable Me 4 | Voz femenina favorita para película animada | Nominada  | [ 16 ] |